# Stanisław Dubisz
Stanisław Karol Dubisz (ur. 30 sierpnia 1949 w Kolbuszowej) – polski językoznawca.

## Kariera naukowa
W 1972 ukończył studia. W 1979 uzyskał doktorat. Habilitował się w 1991 na podstawie pracy Archaizacja w XX-wiecznej polskiej powieści historycznej o średniowieczu. Od 1997 r. profesor nauk humanistycznych. Pracownik naukowy Uniwersytetu Warszawskiego (od 1990 r. kierownik Pracowni Językoznawstwa Stosowanego). Dziekan Wydziału Polonistyki Uniwersytetu Warszawskiego w latach 1996–2002 i 2005–2012.
Dubisz tworzy prace głównie z zakresu historii języka polskiego, stylistyki, współczesnej polszczyzny, gwar polskich. Wypromował dwadzieścioro doktorów, m.in. Halinę Karaś.
Członek Rady Języka Polskiego PAN, Towarzystwa Naukowego Warszawskiego, Polskiego Towarzystwa Językoznawczego oraz wiceprezes Towarzystwa Kultury Języka.
Odznaczony Złotym Krzyżem Zasługi (1999).

## Wybrane prace
- Stylizacja gwarowa w polskiej prozie trzydziestolecia powojennego (nurt ludowy w latach 1945–1975) (1986)
- Archaizacja w XX-wiecznej polskiej powieści historycznej o średniowieczu (1991)
- Język i polityka. Szkice z historii stylu retorycznego (1992)
- Gramatyka historyczna języka polskiego (1993, współautor; wspólnie z Krystyną Długosz-Kurczabową)
- Uniwersalny słownik języka polskiego tom 1-6 (2003, Wydawnictwo Naukowe PWN)